# Poșaga
Poșaga (anciennement Poșaga din Jos ou Poceaga de Jos, en hongrois : Alsópodsága ou Podsága, en allemand : Puschendorf) est une commune du județ d'Alba, Roumanie qui compte 1 048 habitants.
La commune est composée de sept villages : Corțești, Incești, Lunca, Orăști, Poșaga de Jos, Poșaga de Sus et Săgagea.

## Démographie
D'après le recensement de 2011, la commune compte 1 048 habitants, en forte baisse par rapport au recensement de 2002 où elle en comptait 1 383.
Lors de ce recensement de 2011, 95,42 % de la population se déclare roumaine (4,58 % ne déclare pas d'appartenance ethnique).

## Politique

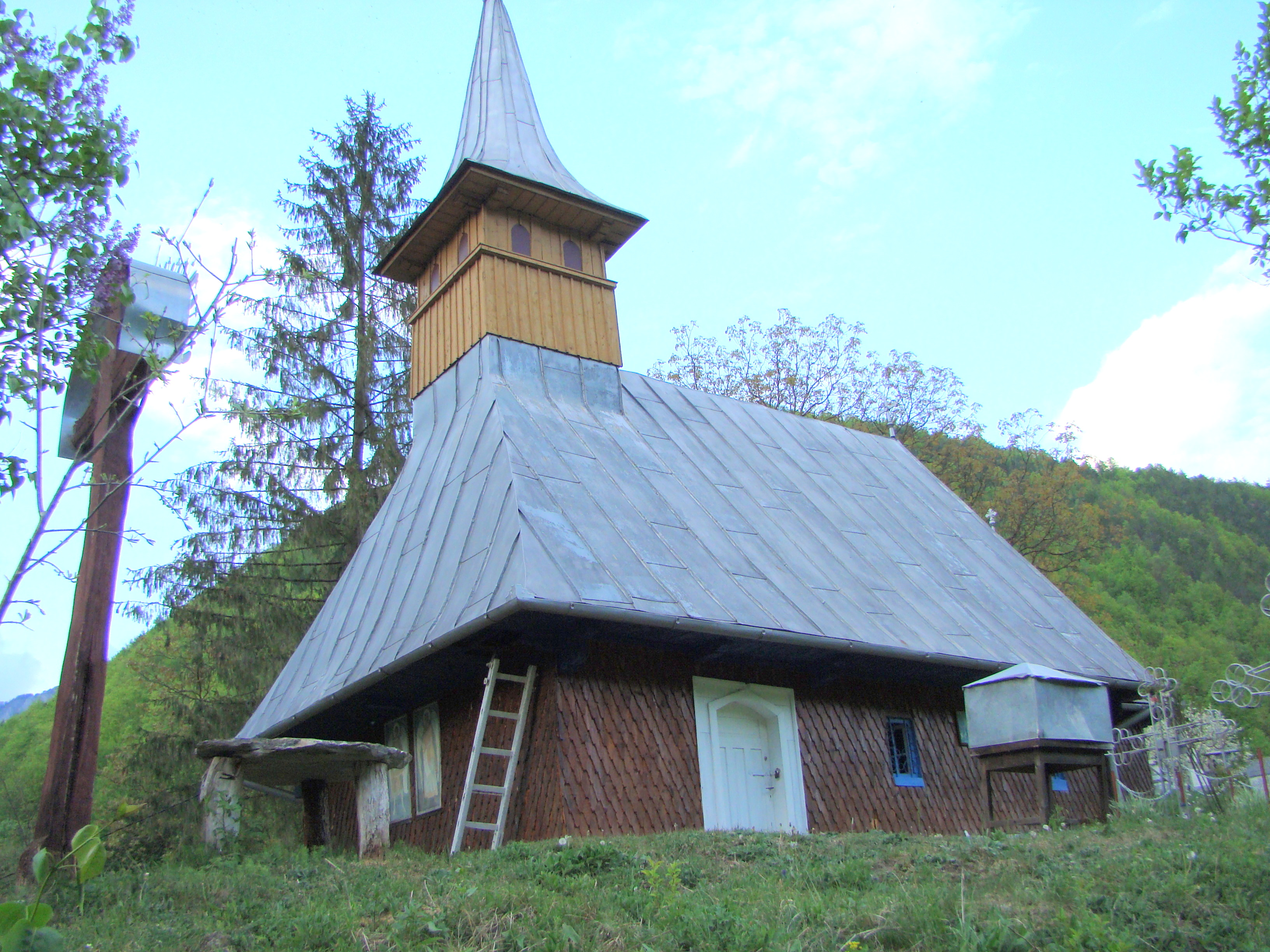
Église en bois à Poșaga de Sus.

| Période                                  | Période  | Identité     | Étiquette | Qualité |
| ---------------------------------------- | -------- | ------------ | --------- | ------- |
| Les données manquantes sont à compléter. |          |              |           |         |
| 2012                                     | En cours | Ionel Bulgăr | PNL       |         |

| Parti | Parti                                      | Sièges |
| ----- | ------------------------------------------ | ------ |
|       | Parti national libéral (PNL)               | 5      |
|       | Alliance des libéraux et démocrates (ALDE) | 2      |
|       | Parti Mouvement populaire (PMP)            | 2      |